# Socialhögskolan (Stockholms universitet)
Socialhögskolan i Stockholm är en del av Stockholms universitet med placering sedan 2021 i Campus Albano.  

## Institutionen för socialt arbete, Socialhögskolan
Institutionen ingår sedan 1977 i Stockholms universitet och samhällsvetenskapliga fakulteten. Institutionen har cirka 100 anställda och 1300 studenter samt fyra professorer i socialt arbete. Socialt arbete allmänt, socialt arbete med inriktning mot vård och behandling av alkohol- och drogmissbrukare, socialt arbete med inriktning mot barn och unga samt socialt arbete med inriktning mot omsorg om äldre och funktionshindrade. Därutöver har institutionen tre befordrade professorer; en med inriktning mot omsorg om äldre och funktionshindrade samt två med inriktning mot barn och unga.

## Socialhögskolans historik
Socialhögskolan har sitt ursprung i det 1 januari 1921 inrättade Institutet för socialpolitisk och kommunal utbildning och forskning, allmänt kallat Socialinstitutet, som tillkom på initiativ av Centralförbundet för socialt arbete och med hjälp av donationsmedel. Detta institut tillkom för att fylla behovet av yrkesmässig högskoleutbildning på området. Socialinstitutet hade redan vid sin tillkomst en koppling till Stockholms högskola genom att en professur i nationalekonomi och socialpolitik inrättades vid högskolan, med avsikt att professuren skulle kombineras med tjänsten som föreståndare för institutet. Förste innehavare av professuren blev Gösta Bagge. Lärarkåren på Socialinstitutet rekryterades dock både bland personer med akademisk bakgrund och med bakgrund i praktisk verksamhet inom institutets område.
År 1964 ersattes beteckningen socialinstitut av socialhögskola och 1 juli 1977 blev socialhögskolan en del av Stockholms universitet.
Skolan använde från 1988  till 2021 lokaler vid Sveaplan som tidigare använts av Norrmalms högre allmänna läroverk för flickor.